# Ilse Koch
Ilse Koch, nascuda Ilse Köhler (Dresden, 22 de setembre de 1906 - 1 de setembre de 1967) fou l'esposa de Karl-Otto Koch, el comandant del camp de concentració de Buchenwald des del 1937 fins al 1941 i de Majdanek des del 1941 fins al 1943. També és coneguda amb el sobrenom de la bruixa de Buchenwald o la gossa de Buchenwald. Ilse es va donar a conèixer especialment per les acusacions d'haver creat diversos objectes amb la pell dels presoners caracteritzats per diferents tatuatges.

## Biografia

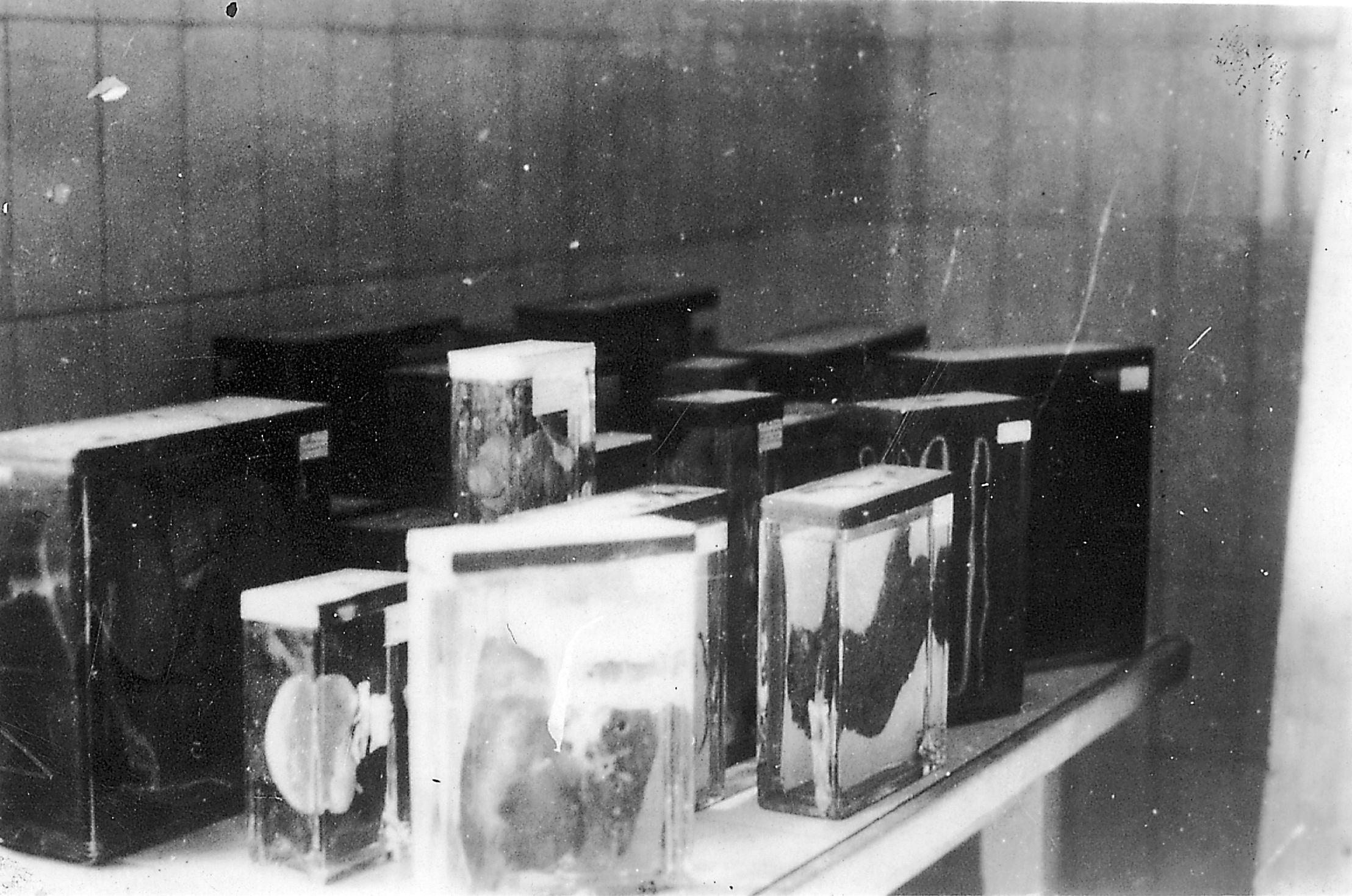
Òrgans de presoners, Buchenwald (1945).

Va néixer a Dresden, filla d'un pagès. Ilse es va convertir en secretària dels nazis i Heinrich Himmler, cap de les SS i de la Gestapo, la va triar personalment per casar-se amb Karl Koch, el seu ajudant principal. Posteriorment, Karl Koch fou nomenat comandant del camp de concentració de Sachsenhausen, construït prop de la capital.
El 1936 Karl i Ilse van contreure matrimoni. El 1939, Karl Koch va ser ascendit a coronel del camp de concentració de Buchenwald, un dels primers i més grans del règim nazi. A més també era conegut per assajar diversos mètodes d'experimentació mèdica amb els presoners. Ilse Koch va aplicar diverses tècniques de càstig i tortura, per la qual cosa es va guanyar la fama de sàdica.
El 1945, quan s'acostaven les tropes de la Unió Soviètica, va fugir al costat occidental d'Alemanya. Dos anys després va ser capturada i empresonada durant els judicis de Dachau. A pesar que van demanar la seva execució, se la va condemnar a cadena perpètua amb treballs forçats.
El 1951, el general nord-americà Lucius D. Clay li va concedir la llibertat per manca de proves. Quan va sortir de la presó, va ser novament arrestada, jutjada i condemnada a cadena perpètua per altres càrrecs. No obstant això, el càrrec d'haver assassinat presoners per fabricar objectes amb la seva pell va ser novament desestimat.

El fiscal que la va acusar en el judici va dir: 
| « | "va ser un dels elements més sàdics del grup de delinqüents nazis. Si en el món es va sentir un crit, va ser el dels innocents torturats que van morir a les seves mans". | » |

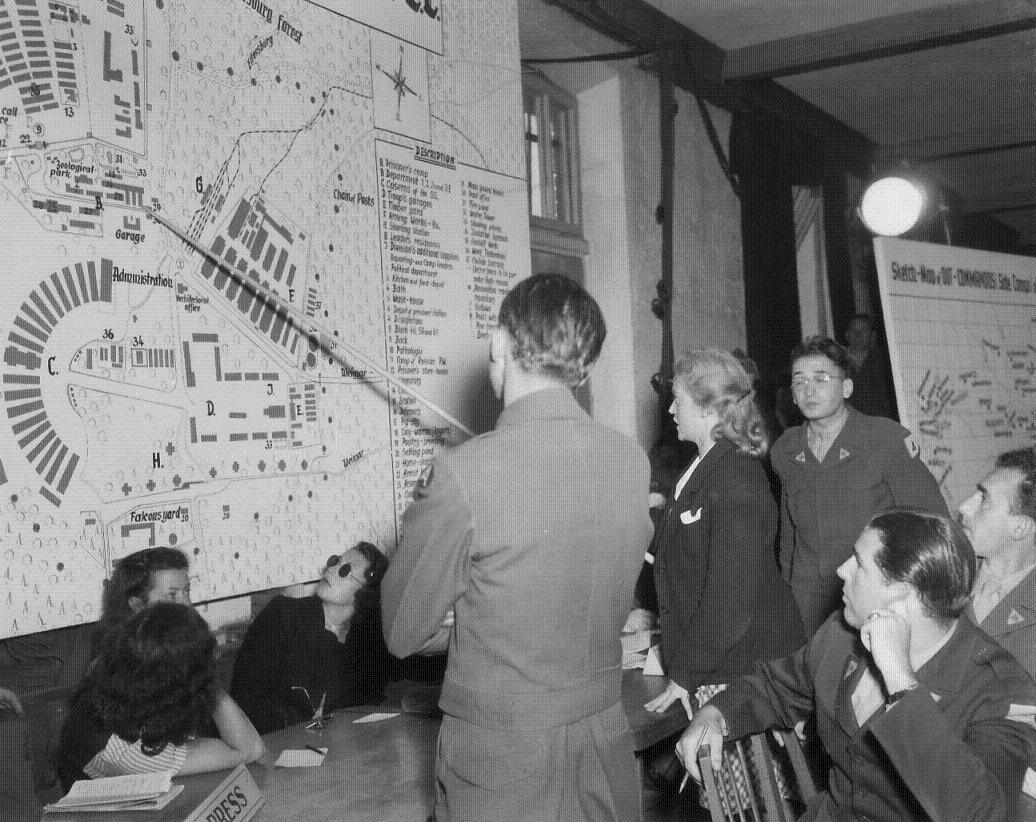
Koch davant el Tribunal Militar Internacional de Dachau (1947).

El 1967, des de la presó d'Aichach, va escriure al seu fill una carta en què no manifestava remordiments ni la menor pena pels crims que havia comès. Als seixanta-un anys, Ilse Koch va lligar diversos llençols, els quals va subjectar del llum que penjava damunt del seu llit, i es va penjar.

En la seva última carta va escriure: 
| « | "no tinc cap més sortida, la mort és el meu únic alliberament". | » |

## Connotacions culturals
- A la pel·lícula Set belleses de Lina Wertmüller, el personatge de l'oficial del camp està basat en Koch.
- La pel·lícula Ilsa, la lloba de les SS de Don Edmons, corresponent al gènere de Nazi exploitation, es basa en Ilse.
- En el llibre El lector, de Bernhard Schlink, el personatge de Hanna Schmitz té certes similituds amb Ilse.